# Диявол із Джерсі

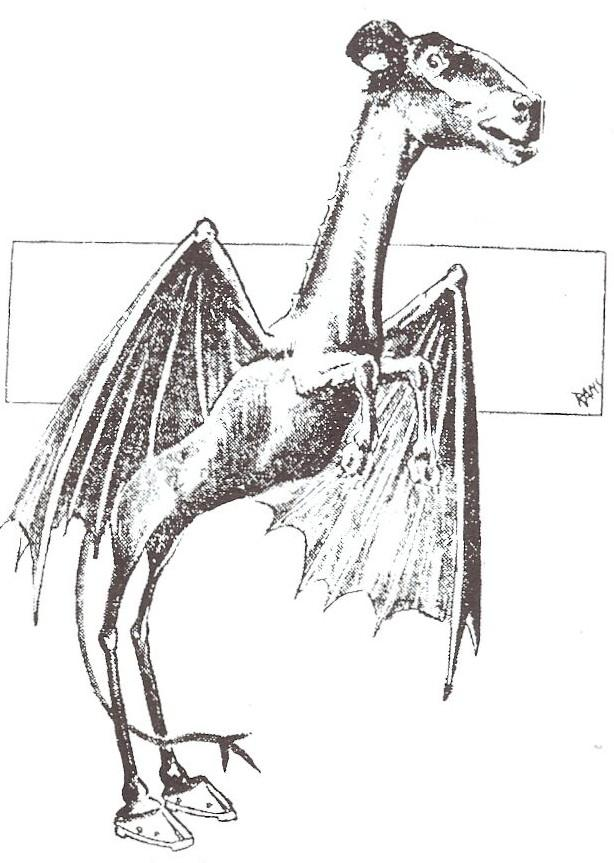
Малюнок диявола з Джерсі в газеті Філадельфія Пост 1909 року.

Диявол із Джерсі (англ. Jersey Devil) — легендарне чудовисько, що нібито мешкає або мешкало у лісі Пайн Барренс на півдні Нью-Джерсі, США. Один з найвідоміших криптидів.

## Опис
Описи «Джерсійського диявола» відрізняються, але в цілому він описаний як двоноге створіння з крилами і копитами. В описах згадується волосистий тулуб, схожий на тіло дужого чоловіка, голова коня або цапа з двома велетенськими рогами, руки з пазурями, крила кажана, зміїний хвіст та козячі ноги з копитами. Також повідомляється, ніби істота дуже швидко рухалася і видавала дуже страшний пронизливий крик.

## Легенди про походження
Є декілька версій легенди про походження чудовиська, але кожна з них розповідає про місіс Лідс, багатодітну убогу жінку, яка дізналася, що матиме ще одне дитя. Згідно з першою версією, жінка не хотіла приводити у світ ще одну дитину, тому вигукнула: «Нехай воно буде дияволом!». Друга ж версія стверджує, що вона розгнівала якогось клірика, або ж цигана, і тому хтось з них наклав на ще ненароджене дитя прокляття. Інші розповідають, що жінка була чаклункою, або ж те, що місіс Лідс була коханкою британського солдата і тому їхня дитина була проклятою за її зраду. Спільним для всіх версій було те, що дитина народилася знівеченою і справді мала вигляд диявола з копитами замість ніг. Чудовисько притьмом вибралося з будинку через димохід та поселилося в лісі. Живучи там, воно харчувалося домашніми тваринами та маленькими дітьми, аж поки у 1740 році з нього не вигнали нечисту силу. Сила вигнання протрималася близько сотні років, аж поки диявол з Джерсі не з'явився знову у XIX столітті.

## Повідомлення про спостереження
Відомо багато свідчень щодо спостережень «Джерсійського диявола». Наприклад, популярною є легенда про те, що відомий американський військовий Стівен Декейтер бачив цю істоту і навіть вистрілив у неї з гармати, але пряме влучання ядра ніяк не зашкодило чудовиську.
Жосеф Бонапарт, старший брат Наполеона I, стверджував, що близько 1820 року бачив цю істоту під час полювання у своєму маєтку в Бордентауні.
У 1840 і 1841 році неодноразово повідомлялося про напади «диявола» на худобу, а також виявлення на місцях подій слідів.
З 16 по 23 січня 1909 року до місцевих газет почали надходити про спостереження «Джерсійського диявола». У тому числі повідомлялося про напад цієї істоти на тролейбус у Гаддон-Гайтс (Нью-Джерсі) і про безрезультатні спроби поліції застрелити її в містах Камден (Нью-Джерсі) та Бристоль (Пенсільванія). Таке висвітлення у пресі викликало паніку, що супроводжувалася зачиненням шкіл та пошуками монстра у лісах великими групами мисливців. Ходили чутки щодо того, що Філадельфійський зоопарк обіцяє за цю істоту грошову винагороду у 10000 доларів. Це призвело до створення ряду спроб фальсифікації, зокрема з використанням кенгуру, до якого прикріпили фальшиві кігті і крила, подібні до таких у кажанів.
Після цього «диявол» знову зник поки не з'явився знову у 1927 та 1951 рр. У 1960-х розповіді про чудовисько знову припинилися, проте, місцеві жителі і надалі підтримують пам'ять про диявола з Джерсі.